# 茸毛木蓝
茸毛木蓝（学名：Indigofera stachyodes），为豆科木蓝属下的一个植物种。